# Masao Uchibori
Masao Uchibori (japanisch 内堀 雅雄 Uchibori Masao; * 26. März 1964 in Nagano, Nagano) ist ein japanischer Politiker und seit 2014 Gouverneur von Fukushima.
Uchibori, Absolvent der wirtschaftswissenschaftlichen Fakultät der Universität Tokio, wurde nach seinem Abschluss 1986 Beamter im damaligen Ministerium für Selbstverwaltung. Von diesem wurde er zeitweise in die Präfekturverwaltungen von Fukui und Saga sowie das Finanzministerium entsandt. Bei der Reform der Zentralregierung 2001 ging das Ministerium für Selbstverwaltung im Ministerium für allgemeine Angelegenheiten auf, für das er in der Präfekturverwaltung von Fukushima tätig war, wo er zeitweise unter anderem die Umwelt- und Planungsabteilungen leitete. Von 2006 bis 2014 war er schließlich unter Gouverneur Yūhei Satō Vizegouverneur von Fukushima; ab 2011 bestimmten die Folgen von Erdbeben, Tsunami und Nuklearkatastrophe die Agenda der Präfekturverwaltung. Mit Satōs Rückzug zur Gouverneurswahl 2014 beendete Uchibori seine Ministerialbeamtenlaufbahn und kandidierte mit Unterstützung beider großer Parteien für die Nachfolge.
Bei der Wahl setzte Uchibori sich mit rund 68 % der Stimmen gegen den kommunistisch gestützten ehemaligen Bürgermeister der Stadt Miyako in Iwate, Yoshihiro Kumasaka, und vier weitere Kandidaten durch. Bei den Wahlen 2018 und 2022 wurde er mit breiter nicht kommunistischer Parteienunterstützung und großen Mehrheiten für zwei weitere Amtszeiten wiedergewählt.